# Jidysz

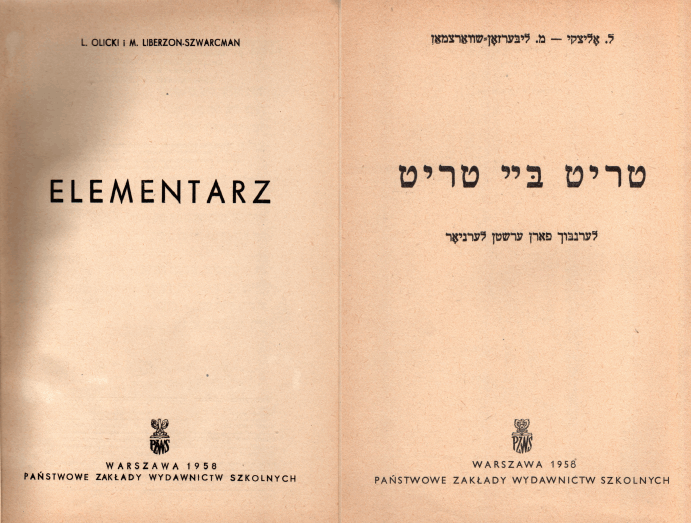
Elementarz, Warszawa 1958

Jidysz (jid. ‏ייִדיש‎ jidisz, dosł. „żydowski” – od pierwotnego określenia w tym języku ‏ייִדיש־טײַטש‎ jidisz-tajcz „żydowsko-niemiecki”, „judeo-niemiecki”) – język Żydów aszkenazyjskich, powstały ok. X wieku w południowych Niemczech na bazie jednego z dialektów języka staro- i średnio-wysoko-niemieckiego z dodatkiem elementów hebrajskich, słowiańskich i romańskich.
Zwany niekiedy także ‏מאַמע־לשון‎ (mame-loszn „język matczyny”) lub ‏לשון־אַשכּנז‎ (loszn-aszkenaz „język aszkenazyjski”) w odróżnieniu od ‏לשון־קודש‎ (loszn-kojdesz „język święty”), którym to terminem określany jest tradycyjnie język hebrajski.

## Pismo
Język ten tradycyjnie zapisywany jest alfabetem hebrajskim. Jednak w przeciwieństwie do języka hebrajskiego jest to zapis fonetyczny, który uwzględnia także samogłoski. Czasem jednak, współcześnie, spotyka się zapis przy użyciu alfabetu łacińskiego. W tym przypadku stosuje się najczęściej metodę transkrypcji fonetycznej według ortografii właściwej dla danego języka. I tak np. osoba anglojęzyczna wyrażenie: ‏איך בין אַ ייִד‎ („Jestem Żydem”) przetranskrybuje jako: ikh bin a yid, polskojęzyczna zaś jako: ich bin a jid. Istnieje także, oparta na angielskiej, zmodyfikowana transkrypcja opracowana w instytucie YIVO (p. dalej). Transkrypcja ta, zwana podług nomenklatury YIVO romanizacją, stosowana jest głównie przez środowiska akademickie i stanowi rodzaj międzynarodowego standardu. Ze względu na to, iż alfabet hebrajski nie rozróżnia małych i wielkich liter, przy transkrypcji bądź transliteracji pisma jidysz dopuszcza się zapis używający wyłącznie minuskuły. Pełna tabela zawierająca romanizację YIVO, polską transkrypcję fonetyczną oraz dodatkowo zapis IPA znajduje się w Wikisłowniku.

## Historia
Ludność żydowska, która przybyła z południa do doliny Renu, nie mówiła już po hebrajsku ani aramejsku. Jej poprzednim językiem potocznym był bliżej nieokreślony język romański (możliwe, że był to język zarfatit), odmiana starofrancuskiego bądź włoskiego. W zetknięciu z miejscową ludnością germańską rozpoczął się proces powolnego przyswajania nowego języka. Jednakże już na tym etapie występowały różnice pomiędzy „żydowskim niemieckim” a „niemieckim”, bowiem poza tradycyjnymi zapożyczeniami hebrajskimi, które stanowią stały element wszystkich języków żydowskich, mówiono, używając również zapożyczeń ze starszego języka romańskiego. Do dziś przetrwały w jidysz pojedyncze słowa, będące śladem tamtego okresu. Są to m.in. imiona własne pochodzenia romańskiego: ‏יענטע‎ (Jente, od romańskiego gentile), ‏ביילע‎ (Bejle, od Bella) czy też czasownik: ‏בענטשן‎ (benczn, od benedicere „błogosławić”). Zatem język, którego używali Żydzi na poziomie podstawowych kontaktów społecznych, był tożsamy z językiem używanym przez ludność miejscową (co umożliwiało np. handel), zaś w kwestiach związanych z obyczajowością, kulturą i religią (konfesyjnych) był przez nią niezrozumiały (co zapewniało mu swego rodzaju hermetyczność, podobnie jak obecne slangi czy żargony społeczno-zawodowe).
Od XIII wieku rozpoczęły się stopniowe migracje Żydów na tereny słowiańskie, głównie do Czech, Polski, a z czasem i dalej na wschód. W wyniku tych migracji, jak również kontaktów handlowych, jidysz zaczął absorbować elementy słowiańskie, mające olbrzymi wpływ na jego ostateczny kształt. Najstarszymi słowiańskimi zapożyczeniami używanymi po dziś są takie słowa, jak ‏נעבעך‎ (nebech, od neboha; staropol. nieboga „biedactwo, biedaczek, godny pożałowania”) czy ‏זיידע‎ (zejde „dziadek”), a także niektóre – zapomniane już, ale używane jeszcze do XIX w. – imiona własne, jak: ‏טשארנה‎ (Czarna), ‏סלאווה‎ (Slawa) czy ‏זלאטה‎ (Zlata). Istnieje teoria, według której miałyby być to zapożyczenia nie bezpośrednio od Słowian, a od ludności żydowskiej zamieszkującej ich obszar i posługującej się na co dzień językiem bądź językami judeosłowiańskimi, takimi jak knaan. O języku tym, czy też językach (brak jest danych, ile ich było), niewiele wiadomo. Bezspornie jednak miały one wpływ na dalszy rozwój języka jidysz, przez który – z czasem – zostały wyparte bądź zasymilowane.
W 1991 roku izraelski językoznawca Paul Wexler opublikował ponadstustronicowy artykuł w „International Journal of the Sociology of Language” zatytułowany Yiddish – The fifteenth Slavic language. A study of partial language shift from Judeo-Sorbian to German (pol. Jidysz – piętnasty język słowiański. Studium częściowego przesunięcia językowego z judeołużyckiego do niemieckiego), w którym zawarł dość śmiałą hipotezę: na podstawie przykładów zaczerpniętych z materiału językowego stara się udowodnić pochodzenie jidysz od języków łużyckich. Według niego obydwa języki z czasem uległy silnej germanizacji, co dodatkowo wspiera zaproponowaną analizę porównawczą. Teoria ta, choć bardzo kontrowersyjna i nieznajdująca uznania pośród większości współczesnych badaczy, niejednokrotnie jako jedyna wyjaśnia pochodzenie części elementu słowiańskiego, którego stosunkowo duży zasięg nie może być – zdaniem autora – jedynie wynikiem zewnętrznych kontaktów językowych.

## Piśmiennictwo

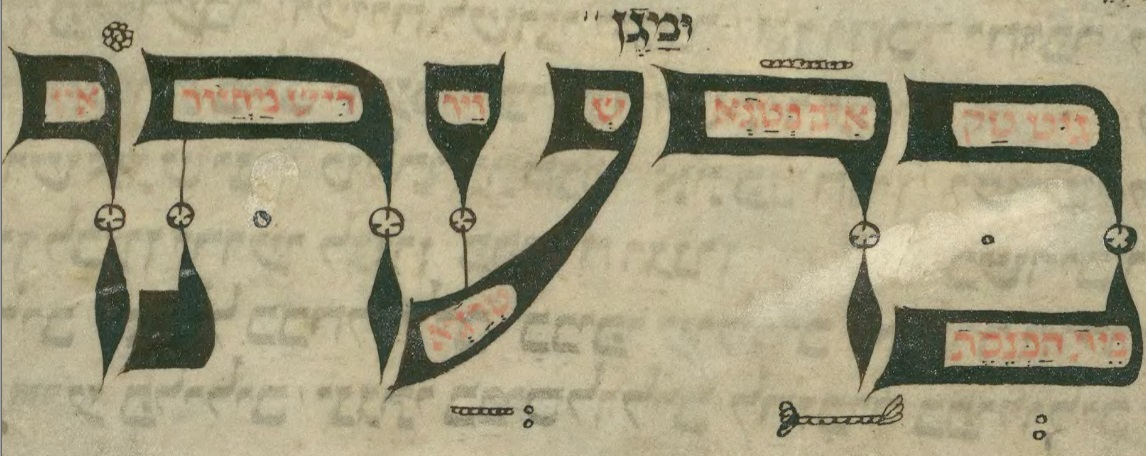
Pierwszy datowany (na rok 1272) zabytek piśmiennictwa w jidysz. Błogosławieństwo w tym języku umieszczono w specjalnie w tym celu wybranej przestrzeni, na tle tekstu hebrajskiego.

Pierwszy datowany zabytek piśmiennictwa pochodzi z roku 1272. Jest to krótkie rymowane błogosławieństwo znajdujące się w machzorze przeznaczonym dla kantora, napisanym najprawdopodobniej w Norymberdze:
| Jidysz       | ‏גוּט טַק אִים בְּטַגְֿא שְ וַיר דִּיש מַחֲזֹור אִין בֵּיתֿ הַכְּנֶסֶתֿ טְרַגְֿא‎                             |
| Transkrypcja | gut tak im betage se waer dis machazor in bejs hakneses trage                  |
| Tłumaczenie  | niech będzie błogosławiony ten, który będzie nosił ten modlitewnik do synagogi |

### Rozkwit
Rozkwit języka i literatury jidysz przypada na okres od końca XIX wieku do wybuchu II wojny światowej. Jidysz jako jedyny język nie będący oficjalnym językiem żadnego niepodległego kraju otrzymał w 1927 r. swój oddział w PEN Clubie. Siedziba jidyszowego PEN Clubu mieściła się w trzech najważniejszych miastach Żydów aszkenazyjskich w pierwszej połowie XX wieku, czyli w Warszawie, Wilnie i Nowym Jorku. Obecnie już tylko w Nowym Jorku.
W latach 1924–1938 jidysz, obok białoruskiego, polskiego i rosyjskiego, był jednym z czterech języków oficjalnych międzywojennej sowieckiej Białorusi.
Przed 1939 rokiem w Polsce wydawano pisma (m.in. „Hajnt”, „Der Moment”, „Fołks-Cajtung”) i książki oraz produkowano filmy w jidysz (Judeł gra na skrzypcach, Mateczka, Dybuk).

### Czasy powojenne
Po wojnie ukazywał się organ CKŻP „Dos Naje Leben”. Bund wydawał „Fołks Cajtung” oraz dwujęzyczny „Biuletyn”, Poalej Syjon – „Arbeter Cajtung”, PPR – „Fołks Sztyme”. Ukazywało się też pismo naukowe „Jidisze Szriftn”, tygodnik literacki „Literarisze Bleter”, historyczne „Bleter far Geszichte”.

### Czasy współczesne

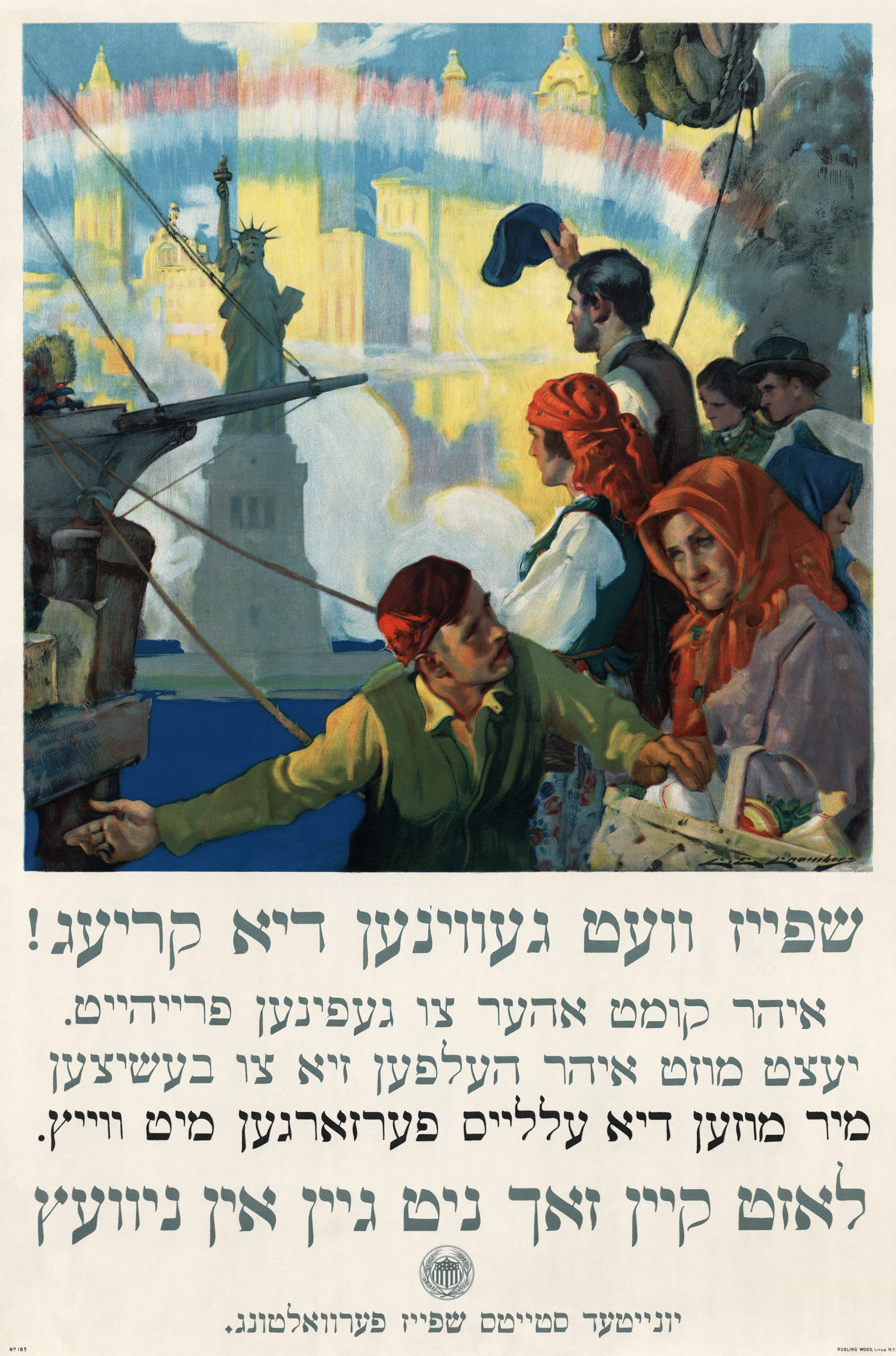
Amerykański plakat z czasów I wojny światowej z tekstem w jidysz

Rozmieszczenie jidysz w Stanach Zjednoczonych

Liczbę obecnie mówiących w jidysz szacuje się na ok. 5 milionów, głównie w USA, Izraelu (szczególnie pośród społeczności żydów ultraortodoksyjnych – charedim), Rosji, Ukrainie, Białorusi, Meksyku i Argentynie.
Ważną rolę w badaniach nad językiem jidysz, a także nad kulturą i historią Żydów, odgrywa instytut YIVO (od jid. ‏ייִדישער וויסנשאַפֿטלעכער אינסטיטוט‎ Jidiszer Wisnszaftlecher Institut, w angielskiej transkrypcji: Yidisher Visnshaftlekher Institut – Żydowski Instytut Naukowy), założony w 1925 roku w Wilnie, od 1940 roku z siedzibą w Nowym Jorku. Prace nad standaryzacją zostały rozpoczęte jeszcze przed II wojną światową przez zespół najbardziej wówczas kompetentnych w tej kwestii lingwistów, z założycielem YIVO – Maxem Weinreichem na czele. Standaryzacja języka była jednym z powodów powołania tej instytucji do życia. Między innymi w wyniku bezpośrednich bądź pośrednich działań YIVO można w ostatnim czasie zauważyć wzrost zainteresowania językiem jidysz na świecie, i to nie tylko w społecznościach żydowskich. Trend ten zauważalny jest także w Polsce, gdzie dotychczas wybitnym popularyzatorem literatury jidysz był Michał Friedman (zm. 2006), autor licznych przekładów najważniejszych dzieł powstałych w tym języku.
W 2006 roku nakładem wydawnictwa słowo/obraz terytoria ukazała się dwujęzyczna i bogato ilustrowana Warszawska awangarda jidysz – antologia tekstów pod redakcją Karoliny Szymaniak (ISBN 83-7453-711-6), która przedstawia jedno z najciekawszych zjawisk przedwojennej kultury jidysz w Polsce. W książce, oprócz manifestów, ekspresjonistycznych wierszy i poematów oraz krótkich utworów prozatorskich, znalazły się teksty podejmujące problematykę kina abstrakcyjnego, nowoczesnego malarstwa i rzeźby konstruktywistycznej.
Na przełomie 2006/2007 roku nakładem wydawnictwa Austeria ukazał się przedruk największego przedwojennego Słownika polsko-jidysz autorstwa Arona Marka (ISBN 978-83-89129-38-3), zaś pod koniec roku 2007 nakładem wydawnictwa Szolem Alejchem ukazał się drukiem pierwszy powojenny dwustronny Słownik polsko-jidysz jidysz-polski autorstwa Julii Makosz, zawierający około 12 tys. haseł (ISBN 978-83-914036-5-5).
Duży wkład w odkrywaniu na nowo kinematograficznej spuścizny języka jidysz ma Fundacja Ochrony Dziedzictwa Kultury Żydów „Wspólne Korzenie”. Z jej inicjatywy w dniach 16–18 października 2006 roku odbyła się w Łodzi pierwsza edycja, a w dniach 23–25 września 2007 r. w Kazimierzu Dolnym oraz 23–25 października ponownie w Łodzi druga edycja Festiwalu Sztuki Filmowej Jidysz. Podczas festiwalu prezentowano wycinek ogromnego dorobku filmowego polskich Żydów, w tym dzieła ze ścisłego kanonu kina jidysz, niejednokrotnie częściej znane poza granicami kraju niż tu, gdzie powstały (Dybuk 1937, Błazen purymowy 1937, Weseli biedacy 1937, Judeł gra na skrzypcach 1936, Mateczka 1938, Bezdomni 1939, List do matki 1939, Pięć miast 1938).
Poza tym nieustannie od lat, częściowo w jidysz, drukowany jest dwutygodnik Towarzystwa Społeczno-Kulturalnego Żydów w Polsce „Dos Jidisze Wort – Słowo Żydowskie”, a na scenie Państwowego Teatru Żydowskiego w Warszawie wystawiane są klasyczne sztuki literatury żydowskiej w tym języku.
Dla osób chcących uczyć się jidysz prowadzone są lektoraty języka na germanistyce uniwersytetów w Warszawie, Krakowie, Łodzi, Wrocławiu i Lublinie. W działającej w latach 2009–2016 w Wyższej Szkole Filologii Hebrajskiej w Toruniu prowadzono kursy języka jidysz. Poza tym od roku 2002 w ramach Centrum Kultury Jidysz fundacji „Shalom” organizowane są corocznie Letnie Międzynarodowe Seminaria Języka Jidysz w Śródborowie z udziałem najwybitniejszych znawców i lektorów tego języka na świecie – w tym również profesorów YIVO. Dodatkowo Fundacja organizuje całoroczne kursy językowe, na różnych poziomach zaawansowania, w Warszawie i Łodzi. Niektóre artykuły w gazecie „Forwerts” ukazują się w jidysz.

## Wybrani pisarze tworzący w języku jidysz
- Szolem Alejchem
- Szymon An-ski
- Szolem Asz
- Dawid Bergelson
- Chajim Nachman Bialik
- Aron Cajtlin
- Izi Charik(inne języki)
- Moszek Dłużnowski
- Icyk Fefer
- Mordechaj Gebirtig
- Jakub Glatsztejn
- Chaim Grade
- Icchak Kacenelson
- Mosze Kulbak
- Lejb Kwitko
- Aron Lejeles
- H. Lejwik
- Perec Markisz
- Józef Opatoszu
- Icchok Lejb Perec
- Melech Rawicz
- Kalman Segal
- Zusman Segałowicz
- Mendele Mojcher Sforim
- Isaac Bashevis Singer
- Izrael Jehoszua Singer
- Abraham Suckewer
- Symcha Symchowicz

## Dialekty
Wyróżnia się dwie główne, historyczne odmiany języka jidysz:
- zachodnia – występowała przede wszystkim w Niemczech, ale też np. Holandii; praktycznie wymarła w XIX w.;
- wschodnia – występowała w Europie Środkowej i Wschodniej.

Współczesny jidysz ukształtował się na bazie tej drugiej.
Istnieją trzy podstawowe dialekty wschodniego jidysz, z których największe znaczenie mają pierwsze dwa:
- litewski – historycznie występował na terenie dawnego Wielkiego Księstwa Litewskiego (z głównym centrum w Wilnie);
- polski – historycznie występował na terenie Polski;
- ukraiński – historycznie występował na terenach obecnej Ukrainy i Mołdawii.

Wszystkie trzy dialekty są nadal kultywowane wśród dzisiejszych Żydów, w zależności od ich pochodzenia.
Istnieje też kilka odłamów i dialektów powstałych już po II wojnie światowej np. Yinglish – rodzaj slangu łączącego tradycyjny jidysz z angielskim, a także kilka systemów ortograficznych i kodyfikacji, przy czym najważniejszy wydaje się standard YIVO, bazujący na dialekcie litewskim i polskim, w którym konsekwentnie podawane są zapisywane na tej stronie przykłady. Z innych systemów ortograficznych należy wymienić ten stworzony w byłym Związku Radzieckim, używany obecnie w Rosji (m.in. w Żydowskim Obwodzie Autonomicznym) oraz innych krajach byłego ZSRR, pozostających aktualnie w tej strefie wpływów. Charakteryzuje się on przede wszystkim fonetycznym zapisem zapożyczeń hebrajskich (np. ‏שאבעס‎ zamiast tradycyjnego ‏שבת‎ – szabes), nieużywaniem końcowych wariantów liter oraz brakiem litery pasech alef – ‏אַ‎, zamiast której konsekwentnie stosuje się zwykły alef ‏א‎.

### Historia literatury
- Shmeruk Chone, Historia literatury jidysz, Wrocław, Ossolineum 1992, ISBN 83-04-03991-5.

### Słowniki
- Weinreich Uriel, Modern English-Yiddish Yiddish-English Dictionary, New York, YIVO (1968) 1990, ISBN 0-914512-45-5.
- Шапиро Моисей Альтерович, Русско-еврейский (идиш) словарь, Москва, Русский язык 1984 (drugie wydanie: 1989, ISBN 5-200-00427-6).
- Julia Makosz, Słownik polsko-jidysz jidysz-polski, Kraków: Szolem Alejchem, 2007, ISBN 978-83-914036-5-5, OCLC 189690396. Brak numerów stron w książce

#### Źródła uzupełniające
- Mark Aron, Pełny słownik polsko-żydowski – zestawiony według najnowszych źródeł, Warszawa, Achisefer 1929. Reprint jako: Słownik polsko-jidysz, Kraków, Austeria 2007, ISBN 978-83-89129-38-3.

### Podręczniki
- Weinreich Uriel, College Yiddish, New York, YIVO 1949.
- Magdalena Joanna Sitarz, Jidysz – podręcznik nauki języka dla początkujących, Kraków: UJ, 1995, ISBN 83-233-0865-9, OCLC 76297907. Brak numerów stron w książce

### Inne
- Ewa Geller, Jidysz – język Żydów polskich, Warszawa: PWN, 1994, ISBN 83-01-11267-0, OCLC 69495066. Brak numerów stron w książce
- Wexler Paul, Yiddish – The Fifteenth Slavic Language. A Study of Partial Language Shift from Judeo-Sorbian to German, [w:] „International Journal of the Sociology of Language” nr 91/1991, s. 9–150.